# Parlament Federal de Bèlgica
El Parlament Federal Belga (neerlandès: Federaal Parlement van België, francès: Parlement fédéral belge) és un parlament bicameral de Bèlgica que està format per la Cambra de Representants (neerlandès:  Kamer van Volksvertegenwoordigers (?·pàg.), francès: la Chambre des Représentants, alemany: die Abgeordnetenkammer) i pel Senat (neerlandès:  Senaat (?·pàg.), francès: le Sénat, alemany: der Senat). Té la seu en l'anomenat Palau de la Nació.

## Cambra de Representants
La Cambra de Representants celebra les seves sessions plenàries al Palau de la Nació, a Brussel·les. Els requisits d'elegibilitat per a la Cambra són tenir una edat mínima de 21 anys, ciutadania i residència a Bèlgica.
El nombre d'escons a la Cambra és constitucionalment fixat en 150 elegits a 11 districtes electorals. Els districtes es divideixen en línies lingüístiques: 5 de Flandes (79 escons), 5 de Valònia (49 escons), i els bilingües del districte de Brussel-Halle-Vilvoorde (22 escons). Els districtes electorals coincideixen amb les províncies, a excepció dels districte de Leuven (part del Brabant Flamenc) i Brussel·les-Halle-Vilvoorde. A cada districte se li assigna un nombre d'escons proporcional a la seva població (no en nombre de votants) que van des de 4 per Luxemburg a 24 d'Anvers. Tots els districtes tenen un llindar electoral del 5%, a excepció de Brussel·les-Halle-Vilvoorde i Leuven; tots els districtes són monolingües, a excepció de Brussel·les-Halle-Vilvoorde que abasta tant els 19 municipis bilingües de la regió de Brussel·les-Capital i 35 municipis neerlandesos del Brabant Flamenc, inclosos 7 municipis amb facilitats lingüístiques per als residents francòfons.

## Senat
El Senat es compon de 71 membres. Hi ha quatre categories de senadors: senadors elegits directament, senadors de la comunitat, senadors co-optats i senadors per dret (neerlandès: senatoren van rechtswege, francès: sénateurs de droit). Per a l'elecció dels 25 flamencs i 15 francòfons senadors d'elecció directa, el país està dividit en tres circumscripcions. Dels senadors de la Comunitat, 10 són elegits pel Parlament Flamenc, 10 pel Parlament de la Comunitat Francesa de Bèlgica, i 1 pel Parlament de la Comunitat Germanòfona de Bèlgica.
La tercera categoria, els senadors co-optats senadors, està composta per 10 representants elegits pels dos primers grups de Senadors. Els requisits d'elegibilitat per al Senat són idèntics als de la Cambra.
L'última categoria, la de senadors per dret, es compon dels fills del monarca regnant que són elegibles per succeir-lo al tron. En teoria, poden votar, però com que la família reial se suposa que ha de ser políticament neutral, en la pràctica no voten al Senat i no es consideren quan es compta el quòrum.
En el passat, els senadors per dret només podien ser homes, ja que les dones van ser excloses de la successió. Des de 1991, però, això ja no és així i, en l'actualitat, la princesa Astrid, el príncep Felip i el príncep Laurent poden exercir el seu dret constitucional a un escó al Senat. Una convenció constitucional estableix que els senadors per dret no haurien de participar en les votacions del Senat, tot i que oficialment té el dret de fer-ho.
El Senat celebra les seves sessions plenàries al Palau de la Nació, a Brussel·les.